# Nguyễn Ánh 9
Nguyễn Đình Ánh (1 tháng 1 năm 1940 – 14 tháng 4 năm 2016) thường được biết đến với nghệ danh Nguyễn Ánh 9, là một nhạc sĩ, nhạc công dương cầm người Việt Nam.

## Tiểu sử
Ông sinh ngày 1 tháng 1 năm 1940 tại tỉnh Ninh Thuận, Việt Nam (cũng có nguồn viết ông sinh năm 1939), là út trong một gia đình khá giả có 3 người con. Gia đình Nguyễn Đình Ánh chuyển đến Nha Trang và năm ông 11 tuổi thì vào Sài Gòn.
Nguyễn Đình Ánh theo học trường Taberd đến năm 1954 rồi lên Đà Lạt, ở nội trú trường Yersin cho đến năm 1958. Ông bỏ nhà đi năm 18 tuổi để theo đuổi con đường âm nhạc. Ông tập chơi dương cầm từ nhỏ và trong thời gian học ở Đà Lạt, Nguyễn Đình Ánh có quen biết với nhạc sĩ Hoàng Nguyên và được Hoàng Nguyên dìu dắt vào con đường âm nhạc.
Sau khi tốt nghiệp Tú tài 2, qua sự giới thiệu của nhạc sĩ Hoàng Nguyên, Nguyễn Ánh 9 được vào tham gia chương trình Tuổi Xanh của Đài phát thanh Sài Gòn và Đài phát thanh Đà Lạt. Ông cũng cộng tác với chương trình Tiếng hát sinh viên do Duy Trác thực hiện. Từ đó, Nguyễn Ánh 9 đi khắp nơi biểu diễn dương cầm ở các bar, các nhà hàng nổi tiếng và những ban nhạc thanh niên.
Nguyễn Ánh 9 bắt đầu sự nghiệp viết nhạc một cách rất tình cờ trong một chuyến đi Nhật biểu diễn cùng ca sĩ Khánh Ly. Sau buổi diễn tại hội chợ Ōsaka, khi cùng với Khánh Ly đứng chờ thang máy lên phòng khách sạn, thấy người bạn mình mang vẻ mặt buồn buồn, Khánh Ly lên tiếng hỏi: "Còn thương nó không bạn?", ý muốn hỏi về một người bạn gái quen biết Nguyễn Ánh 9 vào thời đó. Sẵn cây đàn guitar trên tay, Nguyễn Ánh 9 gảy ngay rồi cất tiếng hát: "Không! Không! Tôi không còn, tôi không còn yêu em nữa...". Đến khi trở về Việt Nam, Khánh Ly đề nghị ông soạn nhạc phẩm này. Trước đề nghị đó, ông đã hoàn tất nhạc phẩm đầu tiên của mình trong một thời gian ngắn.
Ca khúc "Không" được Khánh Ly thu lần đầu trong đĩa nhựa của nhãn đĩa Tình ca quê hương. "Không" trở thành một trong những nhạc phẩm gắn liền với cuộc đời ca hát của Elvis Phương, cũng như một số ca khúc khác của Nguyễn Ánh 9 như "Ai đưa em về", "Chia phôi", "Lời cuối cho em",... được Elvis Phương trình bày thường xuyên trên sân khấu của vũ trường Queen Bee tại thành phố Sài Gòn vào đầu thập niên 1970.
Những năm đầu thập niên 1970, Nguyễn Ánh 9 cộng tác với nhiều vũ trường lớn ở Sài Gòn. Ông đã từng đệm dương cầm cho những ca sĩ nổi tiếng như Khánh Ly, Thái Thanh. Trong một cuộc phỏng vấn, Nguyễn Ánh 9 đã nói ông mê nhất được đệm đàn cho hai danh ca này. Cũng thời gian đó, ông viết thêm một vài nhạc phẩm nổi tiếng khác như "Mùa thu cánh nâu", "Đêm tình yêu".
Sau sự kiện 30 tháng 4 năm 1975, thời gian đầu ông có đi diễn ở các tỉnh với đoàn văn nghệ của Duy Khánh cùng với nhạc sĩ Quốc Dũng. Từ 1976, ông làm nhân viên kiểm soát xe lưu thông tại Xa cảng miền Tây cho đến năm 1978. Một thời gian Nguyễn Ánh 9 có mở một lớp dạy dương cầm.
Năm 1982, Nguyễn Ánh 9 trở lại với âm nhạc; ông tiếp tục tham gia các chương trình hòa tấu và biểu diễn dương cầm ở nhiều nơi. Nguyễn Ánh 9 còn được mời viết nhạc nền cho một số phim như Lệnh truy nã, Mảnh tình nghiệt ngã, Mênh mông tình buồn, Những đứa con thành phố. Những năm cuối thập niên 1980, đầu thập niên 1990 Nguyễn Ánh 9 có viết thêm một số ca khúc nữa như "Tình yêu đến trong giã từ", "Mênh mông tình buồn", "Cho người tình xa" và "Cô đơn".
Cho đến những năm cuối đời, Nguyễn Ánh 9 vẫn biểu diễn, tham gia một số đêm nhạc của ca sĩ Ánh Tuyết. Ông thường chơi dương cầm hàng tuần tại khách sạn Sofitel Plaza Saigon.

## Vinh danh
Ngày 27 tháng 5 năm 2006, Trung tâm Thúy Nga tổ chức đại nhạc hội trực tiếp thu hình Paris By Night 83 - Những Khúc Hát Ân Tình tại California, Hoa Kỳ để vinh danh ba nhạc sĩ Xuân Tiên, Thanh Sơn và Nguyễn Ánh 9. 
Tối ngày 21 tháng 11 năm 2010, chương trình Con đường âm nhạc tháng 11 vinh danh nhạc sĩ Nguyễn Ánh 9 đã diễn ra tại Nhà hát Quân đội, thành phố Hồ Chí Minh và được truyền hình trực tiếp trên kênh VTV3.
Ngày 1 tháng 1 năm 2016 cũng là lễ mừng sinh nhật lần thứ 76 của ông. Ngày 24 tháng 4 cùng năm, đêm gala “Vàng son một thuở” diễn ra tại Hà Nội dành nhiều thời lượng để hát những ca khúc tưởng nhớ nhạc sĩ Nguyễn Ánh 9. Với sự tham gia của các ca sĩ như: Tuấn Ngọc, Lưu Bích, Khánh Hà…

## Đời tư
Nguyễn Ánh 9 là một tín hữu Công giáo Rôma, ông có tên thánh là Giêrôm (Jerome). Vợ của ông tên Ngọc Hân - một vũ công ông quen biết trong thời gian làm tại vũ trường Anh Vũ. Hai người kết hôn vào năm 1965 sau khi ông đã nhờ mẹ năn nỉ với bố cho quay về nhà cũng như xin phép được lấy vợ. Trước đó bố ông đã đuổi ông khỏi nhà khi thấy ông quyết tâm theo con đường âm nhạc. Vợ chồng Nguyễn Ánh 9 và Ngọc Hân có với nhau hai con trai là nhạc sĩ Nguyễn Quang và Nguyễn Đình Quang Anh - cả hai đều theo con đường âm nhạc. Ngoài ra, ông còn có một số người con nuôi trong nghề nghiệp như: Hương Giang, Diệu Hiền, Hoàng Quân, Quang Hà, Xuân Phú...
Cháu ruột của Nguyễn Ánh 9 (gọi nhạc sĩ bằng cậu) là nữ ca sĩ Thiên Kim.

## Qua đời
Sau một thời dài chịu đựng căn bệnh viêm phổi, suy tim, vào lúc 14 giờ chiều ngày 14 tháng 4 năm 2016 ông hôn mê, và trút hơi thở cuối cùng tại Bệnh viện Đại học Y – Dược Thành phố Hồ Chí Minh, không lâu sau lễ mừng sinh nhật 76 tuổi. Trước đó, nhạc sĩ Nguyễn Ánh 9 đã nhập viện cấp cứu tại bệnh viện Hoàn Mỹ hôm 20 tháng 3 năm 2016 khi có dấu hiệu khó thở và mệt.

## Thông tin khác
- Nghệ danh Nguyễn Ánh 9 là do người yêu đầu tiên của ông đặt cho. Trong một cuộc phỏng vấn, ông nói: "Đây là tên mà cô ấy đặt cho tôi. Khi tôi viết những bản nhạc đầu tiên, lấy tên thật là Nguyễn Đình Ánh thì dài quá, mà viết là Nguyễn Ánh thì lại trùng với tên của vua Gia Long. Bởi vậy, cô ấy bảo, chữ Nguyễn Ánh có 9 ký tự, mà số 9 theo quan niệm phương Đông là số may mắn, bởi vậy, nên lấy bút danh là Nguyễn Ánh 9".

## Danh sách tác phẩm
| - Ai đưa em về - Biệt khúc - Bơ vơ - Buồn ơi chào mi - Chia phôi - Cho người tình xa - Cô đơn - Đêm tình yêu - Hạnh phúc ngọt ngào - Không - Không 2 - Kỷ niệm - Lặng lẽ tiếng dương cầm - Lối về | - Màu tím tình yêu - Mẹ Việt Nam ơi, chúng con vẫn còn đây (thơ Hoàng Phong Linh) - Mênh mông tình buồn - Một lời cuối cho em - Mùa hè 42 (viết lời Việt) - Mùa thu cánh nâu - Ngày xưa có mẹ - Những đứa con thành phố - Tiếng hát lạc loài (Cô đơn 3) - Tình khúc chiều mưa - Tình yêu đến trong giã từ - Trọn kiếp đơn côi - Trôi theo dòng đời (nhạc phim Nợ đời) - Xin đừng nói yêu tôi - Xin như làn mây trắng |

## Một số băng đĩa, chương trình sau 1975
- CD Lặng lẽ tiếng dương cầm gồm 13 ca khúc (Viết Tân - Kim Lợi Studio)
- Đĩa LP (33 vòng) Nguyễn Ánh 9 - Lặng lẽ tiếng dương cầm gồm mười ca khúc (nhạc sĩ Đức Trí và Gia Định Audio hợp tác).[9]
- Liveshow Nguyễn Ánh 9 - Nửa thế kỷ âm nhạc diễn ra tối ngày 29 tháng 12 năm 2011 tại Hà Nội. Trong phần hai của chương trình có sự tham gia của chín nghệ sĩ, một ban nhạc chín người và chín cây vĩ cầm đến từ Học viện Âm nhạc Quốc gia Việt Nam. Nhạc sĩ Nguyễn Ánh 9 trực tiếp đệm đàn cho các nghệ sĩ hát cùng dàn nhạc.[10]